# 上南片
上南片，是臺灣新竹縣關西鎮的一個傳統地域名稱，位於該鎮中部偏西。相較於今日行政區，其範圍大致為南山里不含東北部鳳山溪以北部分、北山里西南端一小塊地。「南片」即客家話的「南邊」，「上」則為副詞「最」，上南片在客語之意即為「最南邊」。

## 歷史

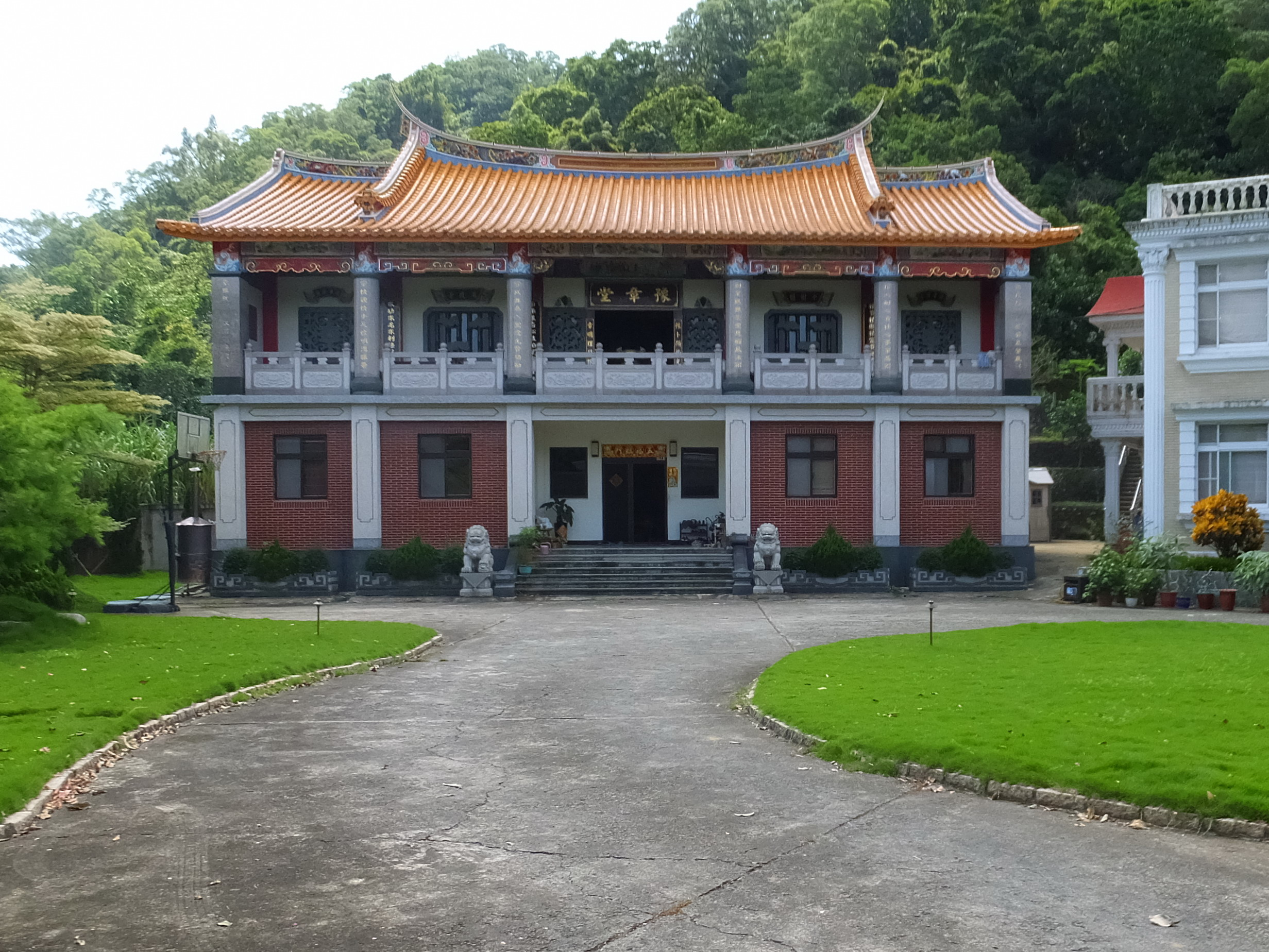
上南片羅屋振福公廳

台灣清治末期至日治初期，上南片地區為一街庄，稱為「上南片庄」，隸屬於竹北二堡。該庄昔日北及東隔鳳山溪與茅仔埔庄、店仔崗庄、鹹菜硼街、三墩庄、十六張庄為界，南邊為燥坑庄、西南邊為上橫坑庄，西北邊一小段與坪林庄為界。
1901年（日治明治三十四年）11月，全台廢縣廳改設二十廳，該庄隸屬於新竹廳。1909年（明治四十二年）10月，合併二十廳為十二廳，該庄隸屬不變。1920年（大正九年），廢十二廳改設五州二廳，該庄改制為「上南片」大字，隸屬於新竹州中壢郡關西庄，大字下有「南片」、「渡船頭」小字名。1941年，關西庄升格為關西街。
戰後關西街改制為關西鎮，隸屬於新竹縣，大字亦改制為里。1950年桃、竹、苗分治，關西鎮隸屬不變。

## 交通
鄉道竹16線（中山路）是土地公埔至關西的道路，也是鳯山溪中游地區南岸的主要連絡道路，經過上南片地區西北部鳳山溪南岸地帶，向西前往坪林、下南片、內立並止於犂頭山地區土地公埔附近的縣道118號路口，向東過鳳山溪橋可前往關西市區並止於關西國小附近。
鄉道竹25線（中正路）是關西至鹿寮坑的道路，大致以縱向經過本地區東南端，向北可前往上南片、關西市區，向南轉西南可前往燥坑、鹿寮坑中部並止於鄉道竹26線路口。